# Campbell B. Hodges

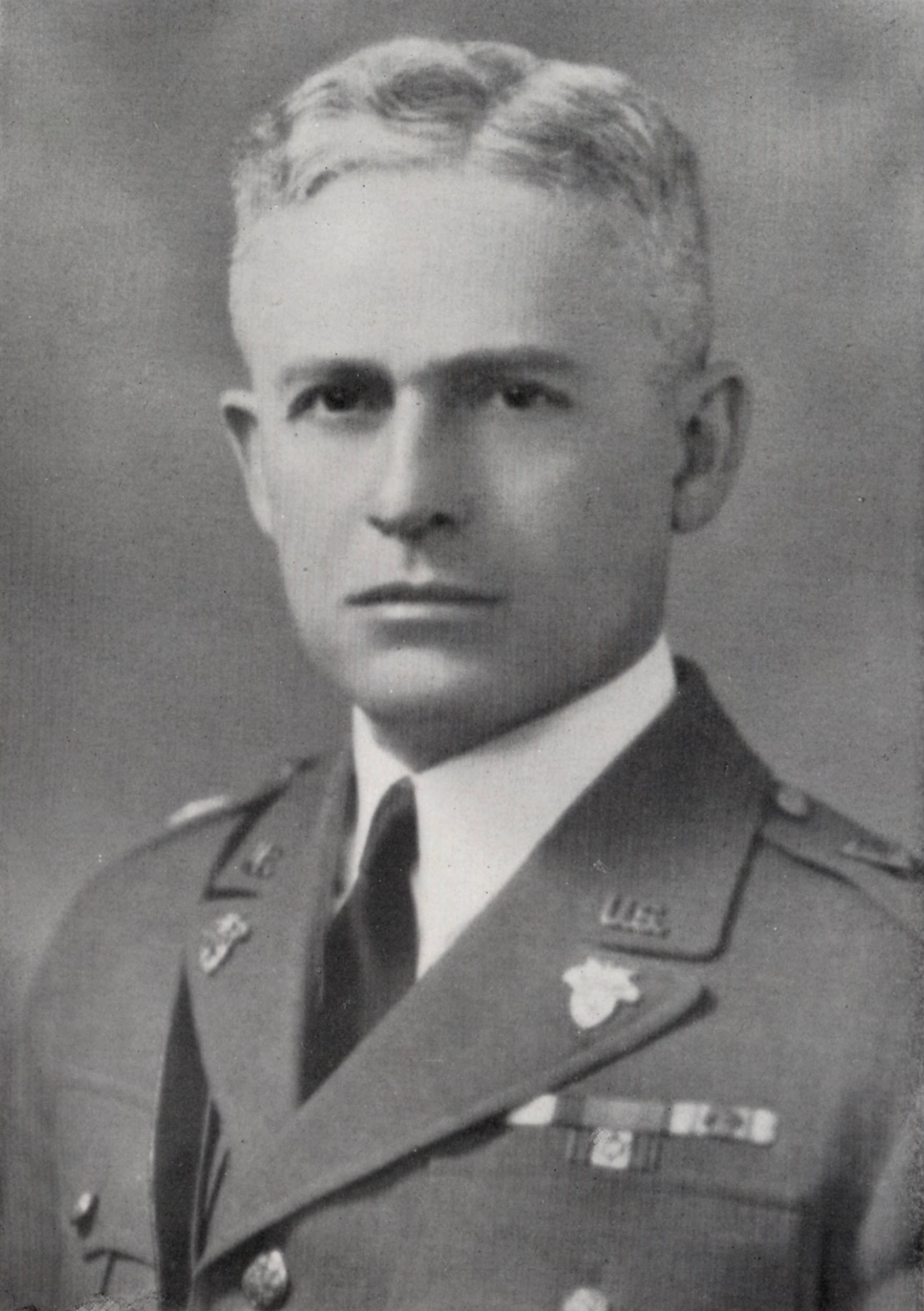
Campbell B. Hodges (1929)

Campbell Blackshear Hodges (* 27. März 1881 im Bossier Parish, Louisiana; † 23. November 1944 ebenda) war ein Generalmajor der United States Army. Er war unter anderem Kommandeur des V. Corps.

## Leben und Wirken
Campbell Hodges wurde als Sohn von Campbell Bryan Hodges (1853–1927) und dessen Frau Luella Virginia Sockwell (1858–1946) auf einer Plantage in Elm Grove in Louisiana geboren. Später absolvierte er die United States Military Academy in West Point. Am 26. Juli 1909 wurde er als Leutnant dem 30. Infanterie-Regiment zugewiesen. Seit April 1910 gehörte er dem 5. Infanterie-Regiment an. In der Armee durchlief er anschließend alle Offiziersränge vom Leutnant bis zum Zwei-Sterne-General.
Zwischen August 1910 und Dezember 1912 war Hodges Lehrer für Militärwissenschaften und Taktiken sowie Spanisch-Lehrer an der Louisiana State University in Baton Rouge, die auch eine militärische Fakultät unterhielt. In den Jahren 1914 und 1915 war er als Austauschoffizier (Exchange Officer) in Veracruz stationiert. Während des Ersten Weltkriegs diente Hodges unter anderem als kommissarischer Stabschef der 31. Infanterie-Division. Mit dieser Einheit nahm er in Frankreich aktiv am Kriegsgeschehen teil. Er war unter anderem an der Maas-Argonnen-Offensive im Herbst 1918 beteiligt.
Zurück in den Vereinigten Staaten wurde er an die Akademie in West Point berufen, wo er als Führungsoffizier der Kadetten (Commandant of the Cadets) amtierte. Im Jahr 1929 erfolgte seine Berufung zum Leiter der Louisiana State University. Dieses Amt konnte er aber erst später antreten, weil er vom 1928 gewählten US-Präsidenten Herbert Hoover zu dessen Militärberater ernannt worden war. Dieses Amt bekleidete er während der gesamten Präsidentschaft Hoovers bis zum 4. März 1933.
Im Jahr 1939 kehrte Campbell Hodges in den aktiven Militärdienst zurück. Er übernahm zunächst das Kommando über die 5. Infanteriedivision. Diese Position bekleidete er vom 24. Oktober 1939 bis zum 3. September 1940. Zwischen dem 20. Oktober 1940 und dem 16. März 1941 war er erster Kommandeur des damals reaktivierten V. Korps. Das Korps war zwischen 1922 und 1941 inaktiv gewesen. Hodges nahm nicht aktiv am Zweiten Weltkrieg teil. Stattdessen wurde er erneut Leiter der Louisiana State University. Diese Position behielt er bis 1944, als er einen leichten Schlaganfall erlitt. Danach trat er im Rang eines Generalmajors in den Ruhestand, den er aber nicht mehr lange genießen konnte. Er starb am 23. November 1944 in seiner Heimat, dem Bossier Parish in Louisiana, und wurde auf dem Friedhof der Militärakademie West Point beigesetzt.

## Orden und Auszeichnungen
Generalmajor Campbell Hodges erhielt im Lauf seiner militärischen Laufbahn unter anderem folgende Auszeichnungen:
- Army Distinguished Service Medal
- Mexican Service Badge
- Victory Medal
- Bronze Star Medal (2-Mal)